# کیرشایب
کیرشایب (به آلمانی: Kircheib) یک شهر در آلمان است که در راینلاند-فالتس واقع شده‌است.

## خصوصیات
کیرشایب ۵۵۳ نفر جمعیت دارد.